# Хойер I фон Щернберг
Хойер I фон Щернберг (на немски: Hoyer I von Sternberg; * ок. 1250; † 28 октомври 1299) от фамилията на графовете на Шваленберг е от 1279 г. граф на Графство Щернберг (fl 1252/1299).
Той е големият син на граф Хайнрих I фон Шваленберг († 1279) и съпругата му, дъщеря на граф Хайнрих I фон Волденберг († 1251) и София фон Хаген († 1251/1261).
Племенник е на Фолквин V фон Шваленберг, епископ на Минден († 1293) и Гюнтер фон Шваленберг, архиепископ на Магдебург († 1311), и вероятно брат на Конрад II фон Щернберг, архиепископ на Магдебург(† 1277).

## Фамилия
Хойер I се жени на 10 юни 1281 г. за Агнес фон Липе (* ок. 1251; † сл. 1307), дъщеря на граф Бернхард III фон Липе († 1265) и втората му съпруга София фон Равенсберг-Фехта († 1285). Tе имат децата:
- Хайнрих III фон Щернберг († 1312/1318), женен за графиня Юта фон Бентхайм-Текленбург († 1318) († 1306)
- Симон фон Щернберг († сл. 1300)
- Хойер фон Щернберг († сл. 1300)
- София фон Щернберг († сл. 1307)
- Мехтилд фон Щернберг († сл. 1316), омъжена за Фридрих фон Дорщат 'Млади' († сл. 1306)